# Manosque
Manosque – miejscowość i gmina we Francji, w regionie Prowansja-Alpy-Lazurowe Wybrzeże, w departamencie Alpy Górnej Prowansji.

## Demografia
Według danych na rok 2005 gminę zamieszkiwało 21 300 osób, a gęstość zaludnienia wynosiła 375 osób/km². W styczniu 2015 r. Manosque zamieszkiwały 22 824 osoby, przy gęstości zaludnienia wynoszącej 402,5 osób/km².